# FK Palilulac Belgrad
Fudbalski Klub Palilulac Belgrad (serb.: Фудбалски Kлуб Пaлилулaц Београд) – serbski klub piłkarski z siedzibą w stolicy Serbii – Belgradzie, z dzielnicy Krnjača (Gmina miejska Palilula). Został utworzony w 1924 roku. Obecnie występuje w Međuopštinskiej lidze (6. poziom serbskich rozgrywek piłkarskich), w grupie Beograd - grupa B.

## Historia
W czasach Federalnej Republiki Jugosławii "Palilulac Belgrad" 4 sezony występował w rozgrywkach Drugiej ligi SR Јugoslavije: 1996/97-99/00, a w sezonie 1996/97 (w swoim pierwszym sezonie w Drugiej lidze) w grupie Istok (Wschód) zajął 2. miejsce i nie awansował do Prvej ligi SR Јugoslavije po przegranych barażach z FK Spartak Subotica (10. drużyną grupy B Prvej ligi).
W trakcie sezonu 2014/15 klub wycofał się z rozgrywek Zonskiej ligi grupy Beogradska zona (4. poziom serbskich rozgrywek piłkarskich), a drużyna została rozwiązana.  W 2019 roku klub wznowił działalność i od sezonu 2019/20 rozpoczął występy w rozgrywkach od najniższego poziomu serbskich rozgrywek piłkarskich.

## Stadion
Klub rozgrywa swoje mecze domowe na stadionie Stadion FK Palilulac w Belgradzie, w dzielnicy Krnjača (Gmina miejska Palilula), który może pomieścić 1.500 widzów.

## Sezony
| Sezon                          | Liga                                              | Poziom | Miejsce |
| Federalna Republika Jugosławii |                                                   |        |         |
| 1999/00                        | Druga liga SR Јugoslavije – Grupa Sjever (Północ) | II     | 18      |
| 2000/01                        | Srpska liga (Grupa Beograd)                       | III    | 4       |
| 2001/02                        | Srpska liga (Grupa Beograd)                       | III    | 17      |
| 2002/03                        | Zonska liga (Beogradska zona)                     | IV     | 8       |
| Serbia i Czarnogóra            |                                                   |        |         |
| 2003/04                        | Zonska liga (Beogradska zona)                     | IV     | 12      |
| 2004/05                        | Zonska liga (Beogradska zona)                     | IV     | 7       |
| 2005/06                        | Zonska liga (Beogradska zona)                     | IV     | 1       |
| Serbia                         |                                                   |        |         |
| 2006/07                        | Srpska liga (Grupa Beograd)                       | III    | 9       |
| 2007/08                        | Srpska liga (Grupa Beograd)                       | III    | 5       |
| 2008/09                        | Srpska liga (Grupa Beograd)                       | III    | 10      |
| 2009/10                        | Srpska liga (Grupa Beograd)                       | III    | 10      |
| 2010/11                        | Srpska liga (Grupa Beograd)                       | III    | 14      |
| 2011/12                        | Zonska liga (Beogradska zona)                     | IV     | 11      |
| 2012/13                        | Zonska liga (Beogradska zona)                     | IV     | 13      |
| 2013/14                        | Zonska liga (Beogradska zona)                     | IV     | 11      |
| 2014/15                        | Zonska liga (Beogradska zona)                     | IV     | 16 *    |
| 2015/16                        | brak drużyny w rozgrywkach ligowych               | -      | -       |
| 2016/17                        | brak drużyny w rozgrywkach ligowych               | -      | -       |
| 2017/18                        | brak drużyny w rozgrywkach ligowych               | -      | -       |
| 2018/19                        | brak drużyny w rozgrywkach ligowych               | -      | -       |
| 2019/20                        | Međuopštinska liga Beograd - grupa B              | VI     | 10 **   |
| 2020/21                        | Međuopštinska liga Beograd - grupa B              | VI     | ?       |

 * W trakcie sezonu 2014/15 Palilulac wycofał się z rozgrywek Zonskiej ligi (drużyna została rozwiązana).
 ** Z powodu sytuacji epidemicznej związanej z koronawirusem COVID-19 rozgrywki sezonu 2019/2020 zostały zakończone po rozegraniu 14 kolejek.

## Sukcesy
- wicemistrzostwo Drugiej ligi SR Јugoslavije (1x): 1997 (brak awansu do Prvej ligi SR Јugoslavije, po przegranych barażach).
- mistrzostwo Srpskiej ligi – Grupa Beograd (III liga) (1x): 1996 (awans do Drugiej ligi SR Јugoslavije).
- mistrzostwo Zonskiej ligi – Beogradska zona (IV liga) (1x): 2006 (awans do Srpskiej ligi).

## Reprezentanci kraju grający w klubie
- Branislav Cukić
- Miloš Mačužić
- Milan Dodić
- Nemanja Vučetić
- Dragan Aničić